# Torneo Competencia 1958
El Torneo Competencia 1958 fue la decimonovena edición del Torneo Competencia. Compitieron los doce equipos de Primera División. El campeón fue Nacional. La forma de disputa fue de un torneo a una rueda todos contra todos.

## Posiciones

Equipo de Nacional campeón del Torneo Competencia de 1958.

| Puesto | Equipo         | Pts. | PJ | PG | PE | PP | GF | GC | Dif. |
| ------ | -------------- | ---- | -- | -- | -- | -- | -- | -- | ---- |
| 1º     | Nacional       | 17   | 9  | 8  | 1  | 0  | 22 | 6  | 16   |
| 2º     | Danubio        | 13   | 9  | 6  | 1  | 2  | 22 | 15 | 7    |
| 3º     | Peñarol        | 12   | 9  | 5  | 2  | 2  | 24 | 10 | 14   |
| 4º     | Defensor       | 9    | 9  | 3  | 3  | 3  | 13 | 13 | 0    |
| 5º     | Cerro          | 8    | 9  | 4  | 0  | 5  | 16 | 22 | -6   |
| 6º     | Sud América    | 7    | 9  | 3  | 1  | 5  | 13 | 15 | -2   |
| 7º     | Liverpool      | 7    | 9  | 1  | 5  | 3  | 15 | 18 | -3   |
| 8º     | Rampla Juniors | 6    | 9  | 2  | 2  | 5  | 14 | 20 | -6   |
| 9º     | Wanderers      | 6    | 9  | 2  | 2  | 5  | 12 | 22 | -10  |
| 10º    | Fénix          | 5    | 9  | 1  | 3  | 5  | 10 | 20 | -10  |

| Campeón Nacional 5.to título |

## Resultados
| Rampla Juniors | 3-2 | Peñarol        |
| Nacional       | 3-1 | Danubio        |
| Liverpool      | 0-0 | Defensor       |
| Sud América    | 2-0 | Fénix          |
| Cerro          | 3-2 | Wanderers      |
| Nacional       | 2-2 | Defensor       |
| Peñarol        | 1-1 | Liverpool      |
| Rampla Juniors | 4-2 | Sud América    |
| Cerro          | 3-2 | Fénix          |
| Danubio        | 3-2 | Wanderers      |
| Peñarol        | 4-1 | Fénix          |
| Nacional       | 1-0 | Sud América    |
| Danubio        | 2-1 | Rampla Juniors |
| Cerro          | 1-0 | Defensor       |
| Wanderers      | 2-2 | Liverpool      |
| Nacional       | 3-0 | Cerro          |
| Peñarol        | 7-0 | Wanderers      |
| Defensor       | 1-0 | Rampla Juniors |
| Danubio        | 4-2 | Sud América    |
| Fénix          | 2-2 | Liverpool      |
| Peñarol        | 2-1 | Sud América    |
| Defensor       | 3-2 | Wanderers      |
| Danubio        | 5-4 | Liverpool      |
| Cerro          | 4-1 | Rampla Juniors |
| Nacional       | 3-1 | Fénix          |
| Nacional       | 3-0 | Wanderers      |
| Peñarol        | 5-2 | Cerro          |
| Rampla Juniors | 2-2 | Fénix          |
| Sud América    | 2-0 | Liverpool      |
| Danubio        | 3-1 | Defensor       |
| Nacional       | 3-1 | Liverpool      |
| Peñarol        | 0-0 | Danubio        |
| Nacional       | 3-1 | Rampla Juniors |
| Liverpool      | 3-1 | Cerro          |
| Wanderers      | 1-1 | Fénix          |
| Defensor       | 2-2 | Sud América    |
| Wanderers      | 1-0 | Sud América    |
| Nacional       | 1-0 | Peñarol        |
| Rampla Juniors | 2-2 | Liverpool      |
| Defensor       | 3-0 | Fénix          |
| Danubio        | 4-1 | Cerro          |
| Wanderers      | 2-0 | Rampla Juniors |
| Peñarol        | 3-1 | Defensor       |
| Fénix          | 1-0 | Danubio        |
| Sud América    | 2-1 | Cerro          |